# Acetil
U organskoj hemiji, acetil je funkcionalna grupa, acil sa hemijskom formulom OC3. Ona se poneka obeležava simbolom Ac (koji se isto tako koristi za element aktinijum). Acetilna grupa sadrži metil grupu vezanu jednostrukom vezom za karbonil. Karbonilni centar acil radikala sadrži nevezani elektron sa kojim formira hemijsku vezu sa ostatkom R molekula. U IUPAC nomenklaturi, acetil se naziva etanoil, mada se taj termin retko koristi. Acetilna grupa je komponenta mnogih organskih jedinjenja, uključujući neurotransmiter acetilholin, acetil-CoA, acetilcistein, i analgetike acetaminofen i acetilsalicilnu kiselinu (bolje poznatu kao aspirin).

## Literatura
- Hanson, James A. (2001). Functional group chemistry. Cambridge, Eng: Royal Society of Chemistry. стр. 11. ISBN 978-0-85404-627-0.